# Lancetes theresae
Lancetes theresae är en skalbaggsart som beskrevs av Sharp 1902. Lancetes theresae ingår i släktet Lancetes och familjen dykare. Inga underarter finns listade i Catalogue of Life.